# 아와노 히데유키
아와노 히데유키(일본어: 阿波野 秀幸, 1964년 7월 28일 ~ )는 일본의 전 프로 야구 선수이자 야구 지도자, 야구 해설가·평론가이다.
현재 주니치 드래곤스의 1군 투수 코치이다.

## 인물

### 프로 입단 전
중학교 시절 유명 사립고등학교로부터 입학 권유를 받고 있었음에도 불구하고 공립 학교인 사쿠라가오카 고등학교를 지원한 끝에 입학했다. 고등학교 3학년 때 하계 대회인 전국 고등학교 야구 선수권 가나가와현 대회에서 팀은 4차전에서 패했고 고교 졸업 후 아시아 대학에 진학했다(1학년 후배인 요다 쓰요시가 있다). 도토대학 리그에서 통산 62경기에 등판하여 32승 17패, 평균자책점 1.83, 탈삼진 282개를 기록했고 최고 수훈선수 1차례, 최우수 투수 세 차례, 베스트 나인에 세 차례나 선정된 적도 있었다. 4학년 때 추계 대회에서는 9승을 기록했는데 이 기록은 도토대학 리그의 타이 기록이었다.
1986년 프로 야구 드래프트 회의에서 요미우리 자이언츠, 요코하마 다이요 웨일스, 긴테쓰 버펄로스 등 3개 구단이 1순위로 지명했는데 아와노는 자신이 희망하는 구단이 요미우리와 다이요라고 말했지만 교섭권을 획득한 구단은 간토 지역 출신인 아와노에게 있어서 가장 인연이 없던 긴테쓰였다. 이 때 아시아 대학에서는 드래프트의 결과를 기다리는 아와노를 TV로 생중계하고 있어 긴테쓰의 확정이 정해진 순간 낙담한 표정을 짓고 있는 아와노와 주변의 재학생들로부터 우려의 목소리가 높아지는 어수선한 모습이 TV 화면에 비춰졌다. 결국 아와노는 “지명된 구단으로 간다”라고 말하는 등 대학 선배인 오이시 다이지로가 소속되어 있는 긴테쓰의 입단을 받아들였다. 아와노를 제외시킨 요미우리는 기다 마사오, 요코하마는 도모리 유이를 재지명하여 영입했다.

### 긴테쓰 버펄로스 시절

#### 1987년 ~ 1988년
프로 1년차인 1987년에는 기대 이상의 활약을 보이는 등 시즌 15승과 양대 리그 최다인 201개의 탈삼진과 249.2 이닝을 기록했다. 동갑내기이자 같은 1986년 드래프트 1순위로 닛폰햄 파이터스에 입단한 니시자키 유키히로와 함께 신인왕을 놓고 치열한 경쟁을 펼쳤다. 아와노는 32경기에 등판하면서 15승 12패, 평균자책점 2.88을 기록했는데 니시자키는 30경기에 등판하면서 15승 7패, 평균자책점 2.89을 기록하면서 우열을 가리기 어려울 정도의 훌륭한 성적을 남겼지만 결과는 아와노가 신인왕을 획득했다. 이 일을 계기로 아와노와 니시자키는 모두 ‘트랜디에이스’라고 불리면서 특히 여성팬들로부터 높은 인기를 얻었다.
전년도와 마찬가지로 1988년 시즌에는 팀의 에이스로 활약하는 등 14승을 기록했고 나고야 구장에서 열린 올스타전(2차전)에 선발 등판해 3이닝을 무안타와 무자책점, 탈삼진 3개를 기록했다. 정규 시즌 최고 승률을 건 가와사키 구장에서 열린 롯데 오리온스와의 더블헤더, 일명 ‘10.19’라고 불린 경기에서는 두 경기 모두 요시이 마사토의 뒤를 이어 연속투구를 했다. 이 경기를 앞둔 이틀 전에 아와노는 한큐 브레이브스전에서 완투를 하였지만 컨디션이 좋지 않았다. 더블헤더 1차전에서는 9회에 1점을 리드하고 있는 2사 만루의 위기를 맞았지만 모리타 요시히코를 삼진으로 처리해 경기를 마무리지었다. 이 때 아와노는 모자를 움켜쥐면서 승리의 포즈를 취했다. 그러나 2차전에서는 1점을 앞서고 있는 상황에서 다카자와 히데아키에게 통한의 동점 홈런을 허용했다. 무사 1루·2루 상황에서 2루 주자인 후루카와 신이치를 견제구로 아웃시켰지만 롯데 감독인 아리토 미치요가 심판에게 항의하면서 약 9분 동안 경기가 중단되었다. 이것의 영향으로 2차전은 무승부로 끝나면서 긴테쓰는 리그 우승을 놓쳤다. 또한 이 경기에서 아와노로서는 가장 아쉬움이 남는 경기로 비춰졌지만 원래는 롯데를 자신있는 상대로 여기고 있었다. 1988년에는 4승 1패, 다음 해인 1989년에는 4승 무패의 성적을 남기고 있어 통산 성적에서도 긴테쓰 시절의 통산 67승 중에 21승은 롯데와의 경기에서 나온 것이다.

#### 1989년 ~ 1990년
1989년 시즌 최다승(19승), 최다 탈삼진(183개) 타이틀을 연거푸 획득하면서 긴테쓰의 리그 우승에 기여했고 같은 해 일본 시리즈에서는 1차전과 5차전에 선발 등판해 동갑내기인 사이토 마사키와의 두 차례나 투수전을 펼쳤다. 1차전에서의 완투승을 포함한 15이닝을 던지는 등 1승 1패 5실점을 기록하면서 일본 시리즈의 우수 선수로 선정되었다.
이듬해 1990년, 그 해부터 보크의 규정이 변경되면서 그 영향으로 당시 긴테쓰와 매년 우승 경쟁을 펼치고 있던 세이부 라이온스의 모리 마사아키 감독, 그리고 당시 3루 베이스 코치였던 이하라 하루키는 아와노의 견제는 보크가 아니냐며 심판에게 항의했다. 결과적으로 아와노는 원래의 투구폼을 무너뜨리고 1990년 이후 성적이 떨어지기 시작했다.

#### 1991년 ~ 1994년
오기 아키라 감독은 아와노를 계속 신뢰하면서 1991년에는 노모 히데오를 제치고 아와노를 4년 연속 개막전 선발 투수로 발탁시켰다. 또 오기 감독이 긴테쓰의 지휘를 잡은 마지막 경기의 선발 투수는 아와노였는데 오기의 말에 의하면 “제일 던지게 해 주고 싶은 투수를 기용했다”라고 말했다.
그러나 1993년에 감독으로 부임한 스즈키 게이시와의 갈등이 있어 1993년과 1994년 시즌에는 뚜렷한 성적을 남기지 못한 채 1994년 시즌 종료 후 고다 이사오와의 맞트레이드로 요미우리 자이언츠에 이적했다.

### 요미우리 자이언츠 시절
1995년에는 중간 계투로서의 재기를 목표로 했지만 요미우리에서의 3년 동안 단 1승도 올리지 못한 채 시즌을 마감했다. 1997년 시즌 종료 후 나가이케 야스오와의 맞트레이드로 요코하마 베이스타스에 이적했다.

### 요코하마 베이스타스 시절
1998년에는 주로 중간 계투로서 50경기에 등판하는 등 부활을 이뤄 일명 ‘곤도 재생 공장’의 제1호로 불렸다. 일본 시리즈 우승을 결정짓는 경기에서 승리투수가 되었다. 이듬해 1999년 8월 3일의 히로시마 도요 카프전에서 6년만에 선발승을 기록했다.
2000년 10월에는 방출 통보를 받자마자 그대로 현역 생활을 은퇴했고 드래프트에서 1순위 지명을 받은 3개 구단에서 모두 소속했다. 그리고 3개 구단에서 모두 우승 경험을 했고 일본 시리즈에 출전까지 했는데 3개 구단에서의 일본 시리즈 출전은 최다 기록이지만 드래프트에 지명된 모든 구단에서 출전한 것은 아와노가 유일하다.

### 그 후
2001년부터 2003년까지 요미우리 2군 투수 코치, 2004년부터 2005년까지 요미우리 1군 투수 코치(2004년은 불펜, 2005년은 벤치), 2006년은 요코하마의 1군 투수 코치를 역임했다.
2007년은 TV 도쿄 야구 해설위원을 맡았고(삿포로 TV, 스카이·A sports+, J SPORTS, 후지 TV ONE 《프로 야구 뉴스》에도 출연하고 있다) 같은 해 2월 1일부터 스미토모 금속 가시마 경식 야구부의 투수 코치를 맡았는데 당시 이사카 료헤이, 가가 시게루 등을 지도했다. 야마다 히사시와는 아와노의 부모가 모두 야마다와 같은 고향인 노시로시 출신인 것을 인연으로 신인 시절부터 친분이 있었다.
2011년 11월 4일에는 요미우리에 2군 코치로 발탁되었다. 그 후에 요미우리에서 2016년에 3군 투수코치를 역임하다가 2019 시즌에 주니치 드래곤스에 1군 투수 코치로 활약하고 있다.

## 상세 정보

### 출신 학교
- 요코하마 시립 사쿠라가오카 고등학교
- 아시아 대학

### 선수 경력
- 긴테쓰 버펄로스(1987년 ~ 1994년)
- 요미우리 자이언츠(1995년 ~ 1997년)
- 요코하마 베이스타스(1998년 ~ 2000년)

### 지도자·기타 경력
지도자
- 요미우리 자이언츠 2군 투수 코치(2001년 ~ 2003년, 2012년 ~ 2015년)
- 요미우리 자이언츠 1군 투수 코치(2004년 ~ 2005년)
- 요코하마 베이스타스 1군 투수 코치(2006년)
- 요미우리 자이언츠 3군 투수 코치(2016년 ~ 2018년)
- 주니치 드래곤스 1군 투수 코치(2019년 ~ )

해설자
- TV 도쿄 야구 해설자(2007년 ~ 2011년)

### 수상·타이틀 경력

#### 타이틀
- 다승왕 : 1회(1989년)
- 최다 탈삼진 : 2회(1987년, 1989년) ※퍼시픽 리그에서는 1989년부터 타이틀로 제정됐고 정식 타이틀은 1989년에 해당됨

#### 수상
- 신인왕(1987년)
- 베스트 나인 : 1회(1989년)
- 골든 글러브상 : 1회(1989년)
- 월간 MVP : 3회(1987년 4월, 1989년 5월, 1989년 8월)
- 일본 시리즈 우수 선수상 : 1회(1989년)
- IBM 플레이어오브더이어상 : 1회(1989년)
- 호치 프로 스포츠 대상 : 1회(1989년)
- UCC 더 맨상 : 1회(1989년)[4]
- 산스포 MVP 대상 : 1회(1989년)[5]

### 개인 기록

#### 첫 기록
- 첫 등판·첫 선발·첫 승리·첫 완투 승리 : 1987년 4월 12일, 대 롯데 오리온스 2차전(후지이데라 구장), 9이닝 1실점
- 첫 탈삼진 : 상동, 1회초에 니시무라 노리후미로부터
- 첫 완봉 승리 : 1987년 4월 18일, 대 세이부 라이온스 2차전(세이부 라이온스 구장)
- 첫 세이브 : 1988년 10월 19일, 대 롯데 오리온스 25차전(가와사키 구장), 9회말에 3번째 투수로서 구원 등판·마무리, 1이닝 무실점

#### 기록 달성 경력
- 통산 1000투구 이닝 : 1992년 8월 19일, 대 지바 롯데 마린스 20차전(지바 마린 스타디움), 4회말 2아웃에 달성 ※역대 247번째

#### 기타
- 올스타전 출장 : 4회(1987년 ~ 1990년)
- 일본 시리즈에서 3개 구단으로부터의 출장(1989년 긴테쓰, 1996년 요미우리, 1998년 요코하마) ※시리즈 타이기록)
- 일본 시리즈에 있어서의 양대 리그 승리 투수(긴테쓰에서 1989년 1차전, 요코하마에서 1998년 6차전, 역대 2번째)

### 등번호
- 14(1987년 ~ 1994년)
- 28(1995년 ~ 1997년)
- 49(1998년 ~ 2000년)
- 75(2001년 ~ 2006년)
- 72(2012년 ~ 2015년)
- 101(2016년 ~ 2018년)
- 74(2019년 ~ )

### 연도별 투수 성적
| 연 도       | 소 속       | 등 판 | 선 발 | 완 투 | 완 봉 | 무 4 구 | 승 리 | 패 전 | 세 이 브 | 홀 드 | 승 률 | 타 자 | 이 닝  | 피 안 타 | 피 홈 런 | 볼 넷 | 고 4 | 몸 맞 | 탈 삼 진 | 폭 투 | 보 크 | 실 점 | 자 책 점 | 평 자 책 | W H I P |
| ----------- | ----------- | ----- | ----- | ----- | ----- | ------- | ----- | ----- | -------- | ----- | ----- | ----- | ------ | -------- | -------- | ----- | ---- | ----- | -------- | ----- | ----- | ----- | -------- | -------- | ------- |
| 1987년      | 긴테쓰      | 32    | 30    | 22    | 3     | 4       | 15    | 12    | 0        | --    | .556  | 1002  | 249.2  | 211      | 27       | 58    | 2    | 4     | 201      | 3     | 0     | 86    | 80       | 2.88     | 1.08    |
| 1988년      | 긴테쓰      | 29    | 27    | 15    | 3     | 0       | 14    | 12    | 1        | --    | .538  | 898   | 220.1  | 199      | 21       | 51    | 6    | 5     | 181      | 1     | 0     | 66    | 64       | 2.61     | 1.13    |
| 1989년      | 긴테쓰      | 29    | 28    | 21    | 5     | 0       | 19    | 8     | 1        | --    | .704  | 955   | 235.2  | 187      | 25       | 80    | 4    | 4     | 183      | 4     | 0     | 75    | 71       | 2.71     | 1.13    |
| 1990년      | 긴테쓰      | 25    | 24    | 10    | 0     | 1       | 10    | 11    | 1        | --    | .476  | 815   | 190.2  | 192      | 33       | 62    | 5    | 3     | 141      | 5     | 2     | 111   | 98       | 4.63     | 1.33    |
| 1991년      | 긴테쓰      | 13    | 6     | 0     | 0     | 0       | 2     | 2     | 1        | --    | .500  | 163   | 38.1   | 41       | 7        | 12    | 0    | 2     | 20       | 4     | 0     | 22    | 21       | 4.93     | 1.38    |
| 1992년      | 긴테쓰      | 19    | 16    | 2     | 0     | 0       | 6     | 6     | 0        | --    | .500  | 408   | 93.2   | 95       | 5        | 38    | 1    | 4     | 77       | 2     | 0     | 38    | 35       | 3.36     | 1.42    |
| 1993년      | 긴테쓰      | 22    | 4     | 0     | 0     | 0       | 1     | 3     | 0        | --    | .250  | 244   | 50.2   | 69       | 11       | 30    | 3    | 0     | 38       | 0     | 0     | 43    | 39       | 6.93     | 1.95    |
| 1994년      | 긴테쓰      | 6     | 2     | 0     | 0     | 0       | 0     | 2     | 0        | --    | .000  | 58    | 10.1   | 22       | 2        | 6     | 1    | 0     | 9        | 1     | 0     | 14    | 14       | 12.19    | 2.71    |
| 1995년      | 요미우리    | 24    | 1     | 0     | 0     | 0       | 0     | 3     | 0        | --    | .000  | 139   | 29.1   | 33       | 2        | 19    | 2    | 2     | 26       | 2     | 0     | 19    | 14       | 4.30     | 1.77    |
| 1996년      | 요미우리    | 4     | 0     | 0     | 0     | 0       | 0     | 0     | 0        | --    | ----  | 35    | 9.0    | 5        | 0        | 2     | 1    | 0     | 13       | 0     | 0     | 3     | 3        | 3.00     | 0.78    |
| 1997년      | 요미우리    | 1     | 0     | 0     | 0     | 0       | 0     | 0     | 0        | --    | ----  | 1     | 0.0    | 0        | 0        | 1     | 0    | 0     | 0        | 0     | 0     | 0     | 0        | ----     | ----    |
| 1998년      | 요코하마    | 50    | 1     | 0     | 0     | 0       | 4     | 1     | 0        | --    | .800  | 237   | 54.0   | 50       | 6        | 22    | 1    | 4     | 44       | 3     | 2     | 29    | 28       | 4.67     | 1.33    |
| 1999년      | 요코하마    | 40    | 8     | 0     | 0     | 0       | 2     | 8     | 1        | --    | .200  | 295   | 62.2   | 79       | 10       | 24    | 0    | 6     | 41       | 1     | 0     | 49    | 44       | 6.32     | 1.64    |
| 2000년      | 요코하마    | 11    | 1     | 0     | 0     | 0       | 2     | 0     | 0        | --    | 1.000 | 66    | 15.2   | 15       | 1        | 5     | 0    | 2     | 11       | 0     | 0     | 8     | 8        | 4.60     | 1.28    |
| 통산 : 14년 | 통산 : 14년 | 305   | 148   | 70    | 11    | 5       | 75    | 68    | 5        | --    | .524  | 5316  | 1260.0 | 1198     | 150      | 410   | 26   | 36    | 985      | 26    | 4     | 563   | 519      | 3.71     | 1.28    |

- 굵은 글씨는 시즌 최고 성적.